# ألفريد دنهيل المحدودة
ألفريد دنهيل المحدودة (المعروفة باسم دنهيل) هي علامة تجارية بريطانية للسلع الفاخرة، متخصصة في الملابس الجاهزة والملابس الرجالية المخصصة والمفصلة ح
سب الطلب والسلع الجلدية والإكسسوارات. يقع مقر الشركة في وستمنستر، مدينة وستمنستر، لندن، حيث تمتلك أيضًا وتدير ورشة جلود. شركة دنهيل مملوكة حاليًا لشركة ريشمونت هولدنجز ليمتد ويديرها الرئيس التنفيذي لوران ماليكازي.

## االتاريخ
التاريخ المبكر
تأسست ألفريد دنهيل المحدودة بواسطة ألفريد دنهيل (1872-1959) بعد أن ورث عمل والده في مجال السروج على طريق يوستون في لندن عندما كان عمره 21 عامًا في عام 1893. طوّر ألفريد دنهيل مجموعة من ملحقات السيارات تحمل اسم "Dunhill's Motorities". شملت هذه المجموعة الأولى أبواق السيارات والمصابيح والمعاطف الجلدية والنظارات وأطقم النزهات والساعات، مما منح الشركة الشعار الإعلاني "Everything But The Motor". وفي غضون سنوات قليلة، انتقلت الأعمال نحو السوق الفاخرة مع افتتاح متجرين لشركة Dunhill Motorities في مي فير. في عام 1904، قدم دنهيل براءة اختراع لـ "الأنبوبة ذات الزجاج الأمامي" لمساعدة السائق على التدخين أثناء القيادة. افتُتح أول محل تبغ وأنابيب لدنهيل في عام 1907 على شارع ديوك.
التاريخ اللاحق
في منتصف الخمسينيات، قامت دنهيل بإنتاج أحد أوائل ولاعات الغاز البيوتاني. تصميم هذه الولاعات لم يتغير كثيرًا منذ ذلك الحين، وكانت تستخدم بانتظام من قبل جيمس بوند في المطبوعات وعلى الشاشة. بحلول أواخر السبعينيات، كانت شركة ألفريد دانهيل تقدم مجموعة من 3500 منتج فاخر في أكثر من 20 متجرًا حول العالم. بدأ ألفريد دنهيل في رعاية بطولات الجولف في عام 1985، ببطولة الجولف السنوية الأولى لكأس دنهيل، ثم أتبعها في عام 2001 بالبطولة اللاحقة لها، وهي بطولة ألفريد دنهيل لنكس. أصدرت دنهيل أيضًا عطورًا، وقامت بتوقيع اتفاق ترخيص لمدة عشر سنوات مع شركة Inter Parfums، Inc. في عام 2013، ليحل محل اتفاق سابق مع شركة بروكترو غامبل.

## انظر ايضا
دنهل (سيجار)